# مسجد الملك عبد الله الأول
مسجد الملك عبد الله الأول هو مسجد ومركز ثقافي، من معالم العاصمة الأردنية عمان. يتميّز بقبابه الزرقاء وموقعه في منطقة العبدلي القريبة من وسط البلد. تجاوره العديد من المساجد والكنائس الكبيرة في المدينة. يتسع المسجد لـ 3000 مصلٍ، وسمي على اسم الملك عبد الله الأول بن الحسين.

## التاريخ
وضع الملك الحسين بن طلال حجر الأساس لهذا الصرح بتاريخ 5 يونيو 1982م الموافق 12 شعبان 1402 هـ. وقد انتهى العمل في المرحلة الأولى من الإنشاء بتاريخ 6 يناير 1986م الموافق 24 ربيع الآخر 1406 هـ ، حيث شملت هذه المرحلة معظم المرافق الاساسية التي يتطلبها المسجد، من بناء صحن وقبة المسجد، والمكتبة ودار القران الكريم، والمقصورة الملكية، والمئذنة الأولى، وسكن الإمام وسكن المؤذن، وقاعة اجتماعات رئيسة، وقاعتين للاجتماعات الفرعية، وردهة استقبال، وغرف لإدارة المركز، ومصلى للنساء، ورواق المسجد، ومواقف السيارات، وجميع ملحقات هذه المرافق.
اما المرحلة الثانية، فقد تم إنجازها في فترة قياسية، حيث بدئ في تنفيذها بتاريخ 1 فبراير 1988م، وانتهى العمل فيها بتاريخ 5 أبريل 1989م حيث تم إنجاز الأعمال المرتبطة بالثريا الرئيسة والإنارة التلفازية داخل صحن المسجد وقاعة المؤتمرات الرئيسة وبقية أعمال الإنارة الأخرى والثريات وبقية الأعمال الخشبية، مثل المنبر والمشربيات والأثاث والسجاد والرخام المشغول، والاسقف الجصية المزخرفة على النمط التراثي العربي الإسلامي، وكذلك شملت إنشاء المئذنة الثانية وقبة جديدة.

### أجزاء المسجد
- صحن المسجد: وهو ذو شكل ثماني منتظم الأضلاع ويتسع ل (3000) مصلٍ ومغطى بقبة على كامل المساحة ويبلغ قطرها خمسة وثلاثون مترا وارتفاعها واحد وثلاثون مترا، وهى مبنية بدون أعمدة ومرتكزة على الأطراف الخارجية لصحن المسجد. والمسجد من الداخل يشتمل على المحراب حيث النقوش البديعة والزخارف الجميلة، ثم المنبر، ناهيك عن وجود التكييف والتبريد ليشعر المصلون بالراحة خلال فترات الصلاة.
- 2. مصلى النساء: ويتسع لحوالي (500) مصلية
- 3. المقصورة الملكية: تبلغ مساحتها (250) مترا مربعا تزينها نقوش إسلامية وتتوسط قبتها ثريا نحاسية تقليدية جميلة.
- 4. قاعة المؤتمرات الرئيسة: وهي تتسع لـحوالي (500) شخص وهي مزودة بأنظمة التكيف والترجمة الفورية وأنظمة الصوت والإضاءة التلفزيونية وأنظمة إنذار.
- 5.المكتبة: وقد تم تزويدها بجميع ما تحتاجه من كتب ومراجع هامة وفرش وأثاث ونظام تكييف وهي تتسع لأكثر من عشرين ألف كتاب.
- 6. صالة الاستقبال: وتبلغ مساحتها (180) مترا مربعا.
- 7. دار نموذجية لتدريس القران الكريم
- 8. مكاتب إدارة المركز
- 9. المتحف الإسلامي: وتبلغ مساحته (150) متر.مربع، ويتكون من جناحين أحدهما خاص بمأثورات ومخطوطات الملك عبد الله الأول بن الحسين والآخر يضم قطعا أثرية إسلامية إضافة إلى صور ومجسمات للمواقع الأثرية الإسلامية في الأردن.
- 10 المقصف: وتبلغ مساحته (150) متر مربع.

## معرض صور

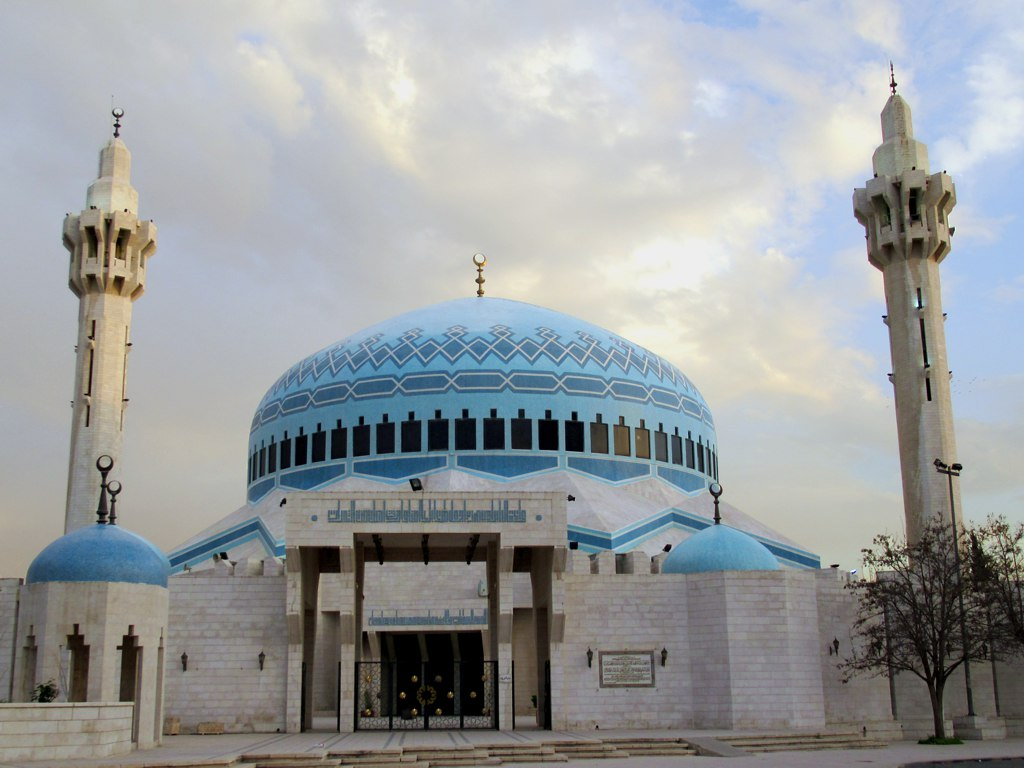
مسجد الملك عبد الله الأول
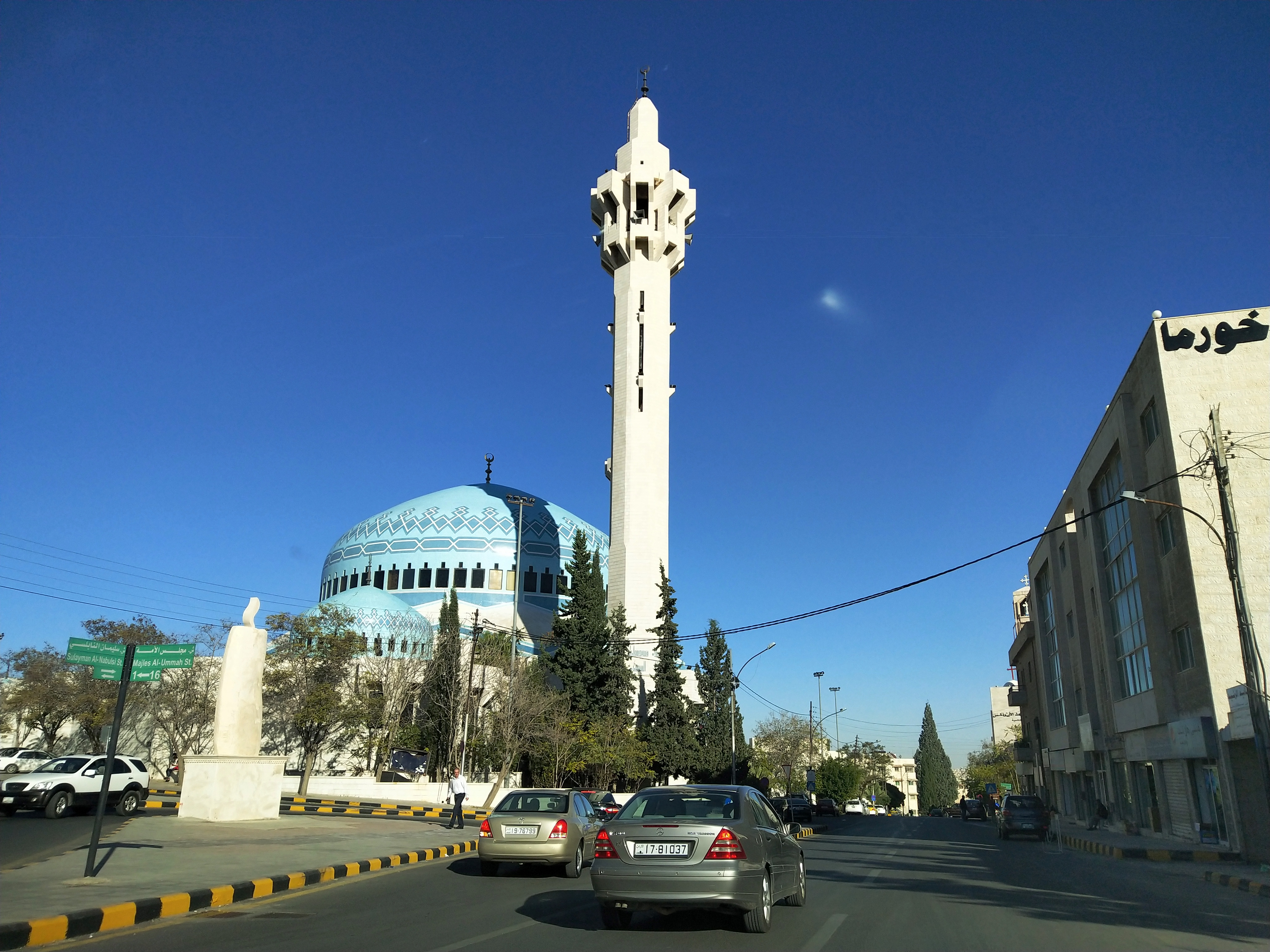
مسجد الملك عبد الله الأول